# زهير الجروي
زهير الجروي (مواليد 1 يوليو 1994) هو لاعب كرة طائرة مغربي